# Ebelsberg (Naturschutzgebiet)

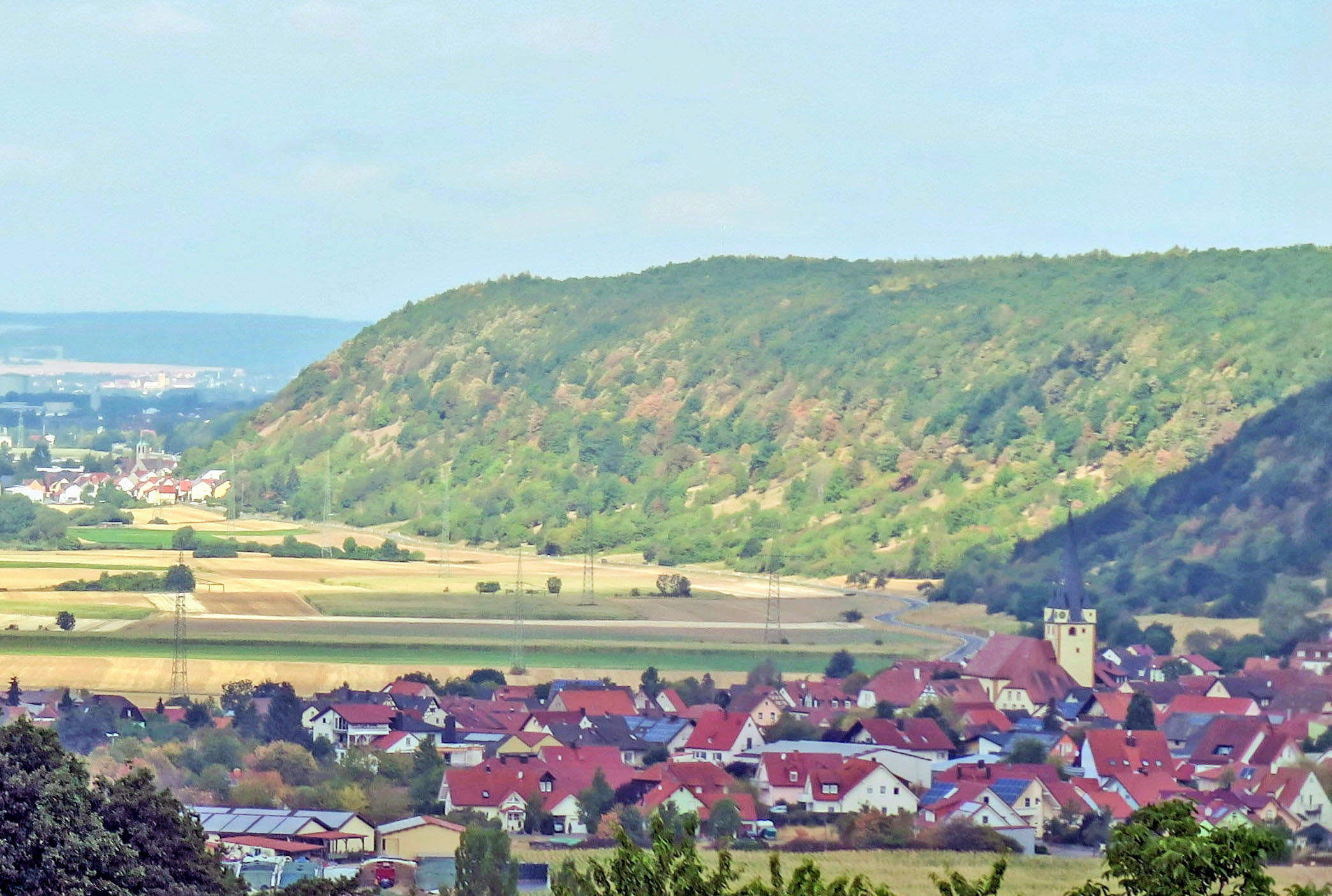
Naturschutzgebiet Ebelsberg (August 2015)

Das Naturschutzgebiet Ebelsberg liegt auf dem Gebiet der Gemeinde Ebelsbach im Landkreis Haßberge in Unterfranken.
Es erstreckt sich östlich des Kernortes Ebelsbach. Westlich des Gebietes verläuft die B 26 und am südlichen Rand die St 2277. Südlich des Gebietes fließt der Alte Main, verläuft die A 70 und fließt der Main. Im Gebiet erhebt sich der 335 Meter hohe Ebelsberg.

## Bedeutung
Das 49,1 ha große Gebiet mit der Nr. NSG-00122.01 wurde im Jahr 1982 unter Naturschutz gestellt.